# Ошанина, Елена Николаевна (историк)
Елена Николаевна Ошанина (в девичестве Тулинова, Ошанина — по первому мужу Ошанину И. М.) (1911—1982) — советский историк, специалист по русским рукописям XVI—XVIII веков. Кандидат исторических наук, сотрудник Государственной библиотеки имени В. И. Ленина.

## Биография
Родилась в 1911 году в Санкт-Петербурге в состоятельной петербургской семье. Воспитывались в семье вдвоём со старшей сестрой Ларисой (род. в 1907)
Окончила семилетнюю общеобразовательную школу № 7 (Плотников переулок, г. Москва) (училась в одном классе с Анатолием Рыбаковым).
В 1931 году окончила химический факультет Московского техникума кустарной промышленности.
В начале 1930-х гг. работала химиком-аналитиком на фабрике N 2 «Союзпушнина».
В 1941 году закончила исторический факультет МИФЛИ (г. Москва).
В годы Великой Отечественной войны — в эвакуации в Ашхабаде и Свердловске.
В 1945—1978 гг. — сотрудник Государственной библиотеки имени В. И. Ленина.
В 1956—1961 гг. — заведующая читальным залом Отдела рукописей Государственной библиотеки имени В. И. Ленина.
Кандидат исторических наук (1954).
В 1982 году умерла от инсульта в Москве.

## Мужья
- Ошанин, Илья Михайлович
- Новицкий, Георгий Андреевич (1896—1984) — советский историк, учёный, профессор и декан исторического факультета МГУ.

## Основные работы
- Ошанина Е. Н. Архив Верхотурской избы кон. XVI — нач. XVIII в. в собрании Н. П. Румянцева Е. Н. Ошанина // Записки Отдела рукописей / Гос. библиотека СССР им. В. И. Ленина. Отд. рукописей . — М. : Издательство социально-экономической литературы (Гос. социально-экономическое издательство), 1939.
- Ошанина Е. Н. Родовой архив Павловых. Записки отдела рукописей / Государственная библиотека СССР им. В. И. Ленина. — М.: Книга, 1938
- Диссертация на соискание степени кандидата исторических наук «Очерки по истории поместного землевладения и хозяйства в Симбирском крае во второй половине XVII-нач. XVIII в. (по материалам архива Пазухиных)» (Московский историко-архивный институт, 1954)
- Голубцова Е. И., Ошанина Е. Н. Коллекция МОИДР // Записки Отдела рукописей Гос. библиотеки СССР им. В. И. Ленина, вып. 13, М., 1952 Архивная копия от 3 июля 2011 на Wayback Machine
- Ошанина Е. Н. Хозяйство помещиков Пазухиных в XVII—XVIII вв. Архивная копия от 16 апреля 2013 на Wayback Machine // «Вопросы истории», 1956, № 7, с. 54-92.
- Ошанина Е. Н. К истории заселения Среднего Поволжья в XVII веке Архивная копия от 4 марта 2016 на Wayback Machine // Русское государство в XVII веке. Новые явления в социально-экономической, политической и культурной жизни. М., 1961.
- Ошанина Е. Н. Документы о Крестьянской войне под предводительством Степана Разина в Поволжье Архивная копия от 12 мая 2013 на Wayback Machine // Записки Отдела рукописей Гос. библиотеки СССР им. В. И. Ленина, вып. 25. М., 1962, с. 357—369.
- Ошанина Е. Н. Верхотурские грамоты конца XVI — начала XVII вв. М.: Мысль. 1982. Т. 1-2[уточнить]
- Ошанина Е. Н., Преображенский А. А. Верхотурские грамоты, конца XVI-начала XVII Архивная копия от 24 февраля 2018 на Wayback Machine М.: Институт истории СССР АН СССР. 1982. Т. 1.